# Bellevalia
Bellevalia es un género  de plantas con flores de la antigua familia Hyacinthaceae ahora subfamilia Scilloideae de la familia Asparagaceae. 

## Descripción
Son plantas bulbosas, hierbas perennes. Los bulbos con túnica marrón membranosa. Las inflorescencias en racimos cilíndricos con numerosas flores de color blanco o azul o violeta. Brácteas pequeñas, membranosas.  Perianto tubular, acampanado o infundibuliforme, dividido a 1/2 a 2/3 de lóbulos libres ± deflexed. Estambres 6, insertada en la base de los lóbulos del perianto, anteras cortas, de color azul. Fruto en cápsula alada triquetra. Semillas ± globosas,  raramente alargadas y brillante.

## Taxonomía
El género fue descrito por Philippe-Isidore Picot de Lapeyrouse  y publicado en Journal de Physique, de Chimie, d'Histoire Naturelle et des Arts 67: 425. 1808.

## Especies
Según World Checklist of Selected Plant Families, hay unas 65 especies de Bellevalia:
- Bellevalia anatolica B.Mathew & N.Özhatay
- Bellevalia assadii Wendelbo
- Bellevalia aucheri (Baker) Losinsk.
- Bellevalia brevipedicellata Turrill
- Bellevalia ciliata (Cirillo) T.Nees
- Bellevalia clusiana Griseb.
- Bellevalia clusiana Griseb.
- Bellevalia crassa Wendelbo
- Bellevalia cyanopoda Wendelbo
- Bellevalia cyrenaica Maire & Weiller
- Bellevalia decolorans Bornm.
- Bellevalia densiflora Boiss.
- Bellevalia desertorum Eig & Feinbrun
- Bellevalia dolichophylla Brullo & Miniss.
- Bellevalia douinii Pabot & Mouterde
- Bellevalia dubia (Guss.) Rchb.
- Bellevalia edirnensis N.Özhatay & B.Mathew
- Bellevalia eigii Feinbrun
- Bellevalia feinbruniae Freitag & Wendelbo
- Bellevalia flexuosa Boiss.
- Bellevalia fominii Woronow
- Bellevalia galitensis Bocchieri & Mossa
- Bellevalia glauca (Lindl.) Kunth
- Bellevalia gracilis Feinbrun
- Bellevalia hermonis Mouterde
- Bellevalia heweri Wendelbo
- Bellevalia hyacinthoides (Bertol.) K.Perss. & Wendelbo
- Bellevalia koeiei Rech.f.
- Bellevalia kurdistanica Feinbrun
- Bellevalia leucantha K.Perss
- Bellevalia lipskyi (Miscz.) E.Wulf
- Bellevalia longipes Post
- Bellevalia longistyla (Miscz.) Grossh.
- Bellevalia macrobotrys Boiss.
- Bellevalia mathewii N.Özhatay & B.Koçak
- Bellevalia mauritanica Pomel
- Bellevalia modesta Wendelbo
- Bellevalia montana (K.Koch) Boiss.
- Bellevalia mosheovii Feinbrun
- Bellevalia multicolor Wendelbo
- Bellevalia nivalis Boiss. & Kotschy,
- Bellevalia olivieri (Baker) Wendelbo,
- Bellevalia palmyrensis Feinbrun
- Bellevalia paradoxa (Fisch. & C.A.Mey.) Boiss.
- Bellevalia parva Wendelbo
- Bellevalia pelagica C.Brullo, Brullo & Pasta
- Bellevalia rixii Wendelbo
- Bellevalia romana (L.) Sweet)
- Bellevalia salah-eidii Täckh. & Boulos
- Bellevalia saviczii Woron.
- Bellevalia sessiliflora (Viv.) Kunth
- Bellevalia shiraziana Parsa
- Bellevalia sitiaca Kypriotakis & Tzanoud.
- Bellevalia speciosa Woronow ex Grossh.,
- Bellevalia spicata (Raf.) Boiss.
- Bellevalia stepporum Feinbrun
- Bellevalia tabriziana Turrill
- Bellevalia tauri Feinbrun
- Bellevalia trifoliata (Ten.) Kunth)
- Bellevalia tristis Bornm.
- Bellevalia turkestanica Franch.,
- Bellevalia validicarpa Ponert
- Bellevalia warburgii Feinbrun
- Bellevalia webbiana Parl.
- Bellevalia wendelboi Maassoumi & Jafari
- Bellevalia zoharyi Feinbrun